# じゃりガキ9
『じゃりガキ9』（じゃりガキナイン）は、枝松克幸（当時「えだまつかつゆき」名義）作の日本の野球漫画。『少年KING』（少年画報社）に1982年から1984年にかけて連載されていた。単行本は全6巻（他に単行本未収録が3話あり）。

## 概要
優れた運動神経を持った少年少女たちがプロ野球チームに入団、その活躍を描く。なお、作者が『週刊少年ジャンプ』に連載していた『フォーエバー神児くん』、『月刊少年チャンピオン』で連載された『RISINGキッズ』などとは世界観を共有している（若干設定が変更されている）。

## あらすじ
パ・リーグ東西対抗の始球式に登場した少年・星野英雄はそこで剛速球を披露、一躍プロ球団から注目される。西武ライオンズ入団を希望していた彼だったが、祖父が弱小球団・武蔵野ワイルドキャッツのオーナーである少女・井戸端みつほとの勝負に敗れたことにより、武蔵野に入団。ちょうどその頃、星野と全国少年少女野球大会で対戦したライバルたちもパ・リーグ各チームに入団した。

## 主な登場人物

### じゃりガキ
作品中に登場する小学生選手は全員小学4年生で9月9日生まれ（1983年時点での計算のため、逆算すると1973年生）となる。なお入団にあたっては全員ドラフト会議を通さない「テスト生」扱いで契約は契約金のみで年俸なしという規定が存在している。
星野英雄（ほしの ひでお）
武蔵野ワイルドキャッツ投手（基本的にポジションはどこでもこなせる）。背番号9。左右投左右打。パ・リーグ東西対抗での始球式でプロ顔負けの剛速球を投げ、選手の要望で西軍選手と対戦しスタメン9人全員を三振に斬り、志願して登場した田淵幸一もキャッチャーフライに仕留める。その後各球団から入団オファーがあるも西武入りを希望。しかし井戸端みつほとの勝負に敗れたことにより武蔵野入りさせられてしまう。性格は典型的な野球漫画主人公的熱血漢。持ち球は相手打者のバットをへし折る「クラッシュボール」。姉が一人いる。のちの『RISINGキッズ』でも主力投手として活躍。
堂上武（どのうえ たける）
武蔵野ワイルドキャッツ捕手。背番号5。英雄とは少年野球チームでバッテリーを組み、星野とともに西武入りするつもりだったが星野の武蔵野入りに付き合う形で一緒に入団。性格は温厚だが、選手交代時に悔しさからミットを投げつける面もある。特徴は二塁盗塁も刺せる鉄砲肩。また「国宝級の石頭」の持ち主でボールが頭に当たっても平気。「20世紀鋼鉄の男」の異名を持つ。なお南海戦で1試合内で全ポジションに付く偉業を達成（実在のプロ野球では高橋博士が1974年に達成済み）。兄、妹、弟がいる。「ぱぶろふ2世」という犬を飼っている。『RISINGキッズ』でも英雄とのバッテリーは健在。
井戸端みつほ（いどばた みつほ）
武蔵野ワイルドキャッツ投手。背番号7。右投右打。「みっちょむ」の愛称がある。祖父は武蔵野球団のオーナーで、身売り寸前の球団を救うべく英雄を武蔵野入りさせる勝負をいどみ、見事勝利。自らも武蔵野入りする。いきなり開幕戦の対日本ハム戦に起用されるがプロの洗礼を浴び途中降板するが、2軍での猛特訓を経て復活。性格は英雄も顔負けの強気で、ハリセンで英雄にドツくこともしばしば。父・小次郎は作の途中で球団社長に就任する。弟が一人いる。「ボン」という狸似の猫と「アイリーン」という大型の牝犬を飼っている。
今泉雄太郎（いまいずみ ゆうたろう）
鈴鹿ドクロンズ投手。背番号6。作品当初は英雄の最大のライバルとして描かれていたがプロでの対戦は開幕前の1度（武蔵野のオープン戦に乱入した際に対戦）しかなかった。「村山実2世」の異名を持ち、彼譲りの「ザトペック投法」で打者を封じる。父が鈴鹿球団オーナーでみつほは親同士が決めた許嫁。雄太郎は彼女に想いを寄せるが、みつほはこのことに嫌悪感を覚えている。
岩渕新ノ介（いわぶち しんのすけ）
ロッテオリオンズ捕手。背番号2→99（実在のロッテでは当時空き番だったが、連載中に丸山一仁が背番号2を付けたために変更）。ささやき戦術で打者を困惑させるのが得意。英雄とは顔を合わせる度に口喧嘩になる。打撃は英雄にも匹敵する長打力を持つ。ビートルズやジョン・レノンのファンであり、作中に彼らの歌を口ずさむことが多い。父を既に亡くしており、母は病気療養のために九州にいて、新ノ介とは離れ離れの生活をしている（叔父が保護者となっている）。
田丸藤丸（たまる ふじまる）
西武ライオンズ内野手。背番号1。俊足の持ち主で、強肩の武をもってしても盗塁阻止は至難の業。性格はかなりの几帳面で宿題を済ませてから球場入りするほど。常に敬語で喋る。作中で応援団は『少年忍者風のフジ丸』の主題歌を応援歌にしている。
浪花麗香（なにわ れいか）
阪急ブレーブス投手。背番号3。アンダーハンドから繰り出すシンカーを勝負球にしている。容姿は清楚かつ華麗で英雄や新ノ介はメロメロだが、本人は「女扱い」を嫌っており、負けず嫌い。常に関西弁を話す。
チャーリー・エンジェル
日本ハムファイターズ外野手。背番号90。作の途中で登場。アメリカ人だが、「日本人の血が流れている」と語っている。シュアなバッティングが売り物だがラフプレーも多く、新ノ介と試合中に取っ組み合いの喧嘩を起こしたことも。みつほは彼にメロメロ。
偉昇龍（い しょうりゅう）
鈴鹿ドクロンズ内野手。背番号0。作の途中で登場。台湾出身で、兄は同チームの正捕手・偉閣張。能力は平凡だが超能力（テレパシー）を持っており、相手選手の心中を読み取って自軍選手にそれをテレパシーで伝えることができる。その能力のせいで友人を失うことも多く、彼を助けるべく雄太郎や英雄が動くことになる。

### 周辺の人物
星野岩雄（ほしの いわお）
英雄の父。ムサシノスポーツ（武蔵野球団の親会社）でワイルドキャッツ担当の野球記者をしている。仕事柄、幼少時の英雄とはいつもすれ違いの生活を送っていたため、些細なことでいつも喧嘩になる。しかし親として息子に助け舟を出すこともある。
星野光（ほしの ひかり）
英雄の姉で高校生。新ノ介が一目惚れしてしまう。
星野文子（ほしの ふみこ）
英雄の母。
星野仙一（ほしの せんいち）
中日ドラゴンズの投手。英雄にプロとしての生き様を教え、開幕戦での彼の活躍を見届けた後に引退表明という、現実とは異なる描写がある。引退後はNHK解説者として登場し、以後英雄のお目付け役としてしばしば作中に登場する。
山野みどり（やまの みどり）
英雄・武・みつほの小学校での担任教諭。
井戸端雅太郎（いどばた まさたろう）
みつほの弟。雄太郎のファンでいつも鈴鹿の帽子をかぶっている。
大門寺（だいもんじ）
雄太郎の身辺を警護する人物。サングラスに黒スーツで彼と同じ身なりの「大門寺軍団」を形成している。

### 武蔵野ワイルドキャッツ
三木（みき）
ワイルドキャッツ監督。背番号81。明治大学出身で、星野仙一は後輩にあたる。じゃりがき選手の加入により前年最下位からの巻き返しを図る。
岩坪（いわつぼ）
球団オーナーでみつほの母方の祖父。
服部（はっとり）
球団部長。前の監督で球団唯一の優勝監督。
井戸端小次郎（いどばた こじろう）
みつほの父。病気療養する前任者に替わって球団社長に就任。本来は婿入りして「岩坪」姓を名乗る予定だったが、本人の強い希望で旧姓のまま。東京大学法学部出身で、学生時代は学生運動の英雄だった。
鳴海神兵衛（なるみ じんべえ）
球団特別顧問で大明神大学教授。専門は超心理学。パラメットを元に開発した「超心理学的諸量反応装置（念力メーター）」で英雄たちのカラダの秘密を研究している。
杉山新吾（すぎやま しんご）
ヘッドコーチ。背番号66。捕手出身。
藤堂鷹虎（とうどう たかとら）
内野手。背番号30。東京大学からドラフト1位指名を受け入団。ルーキーながら先発スタメンを勝ち取る。ムラっ気の多い選手で、阪急戦では山田久志のブラッシュボールに激高し、捕手の中沢伸二を殴って退場処分を喰らう。のちの『RISINGキッズ』では3軍に相当する「ムサシノ・ワイルドキャッツKIDs」のコーチに就任。また「4SPIRITS」では主人公・南英二在籍時の武蔵野ワイルドキャッツの監督に就任しているが、現役時代のチンピラ紛いの性格はなりを潜め、落ち着いた大人の男性になっていた。
坂崎幸助（さかざき こうすけ）
内野手。背番号45。地元の高校から守備力を買われてドラフト4位指名で武蔵野入り。しかし藤堂の退場後にやってきた初試合で、痛恨のエラーを喫してしまう。
小林雅之（こばやしまさゆき）
外野手。背番号8。三重県出身でロッテの新谷嘉孝とは高校時代からの知り合いという設定。右目を髪で隠している。鈴鹿に入団し、一度首位打者を獲得した後に武蔵野入り。故郷に千夏という恋人がおり、「もう一度首位打者を獲得したら彼女に求婚する」という想いを秘めている。みつほの弟・雅太郎とは風貌が似ており、「彼の隠し子」と間違われたことも。のちの『RISINGキッズ』では一軍監督。
長倉純一（ながくら じゅんいち）
捕手。背番号55。若手の捕手で女学生に人気が高い。みつほとはいつもバッテリーを組む。
水谷明（みずたに あきら）
投手。背番号17。3年目のアンダーハンド投手。愛子（鳴海神児の叔母）という夫人がおり、夫婦仲はアツアツ。
片桐和彦（かたぎり かずひこ）
内野手（セカンド）。背番号2。眼鏡をかけている。星野仙一は明治大学での先輩にあたるという描写がある。
矢沢（やざわ）
球団寮寮長。2軍落ちしたみつほに対し、心を鬼にして徹底的にしごく。また門限破りをして寮の前で寝ていた藤堂と坂崎をバケツの水をひっくり返して起こすなど、規則には厳しい。